# Linha do baixo

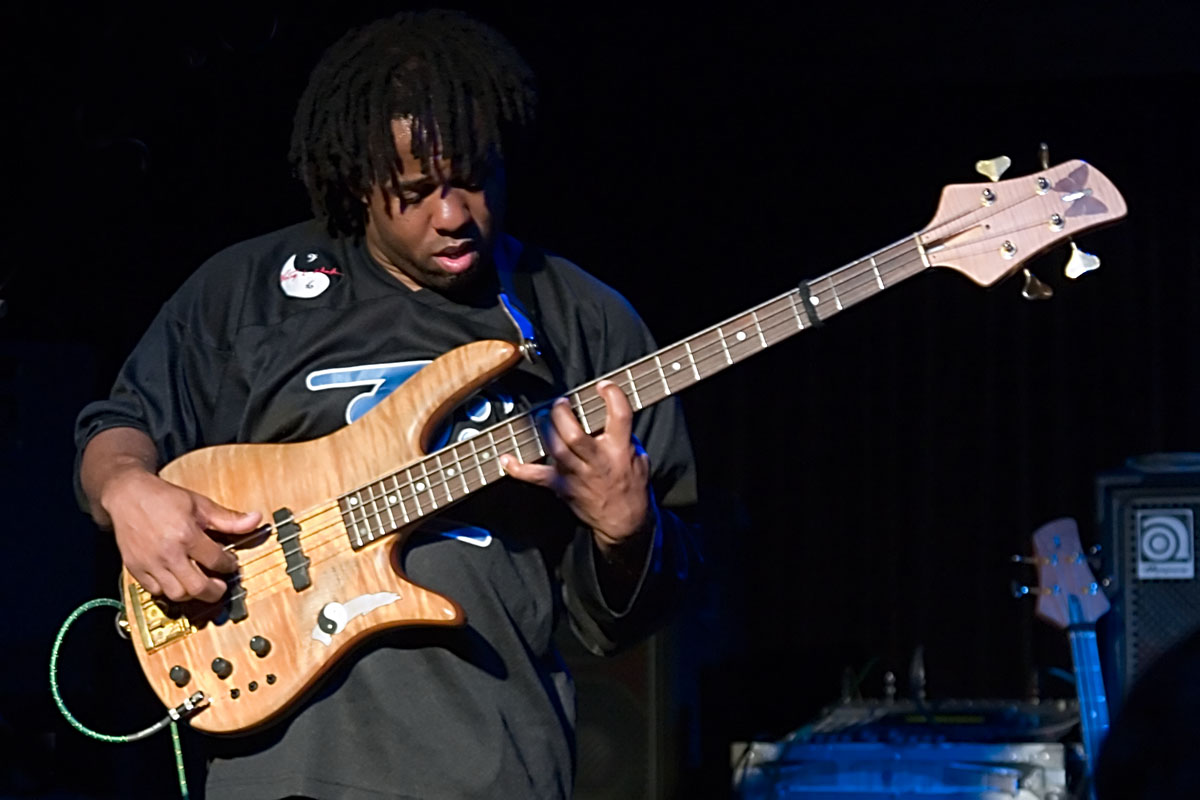
O baixista Victor Wooten.

Em música, a linha do baixo (também linha de baixo) é a parte instrumental, linha, na qual está o baixo, a parte grave, as partes mais graves do que as demais, e a seção rítmica.  "O baixo difere das demais vozes,  por causa do papel particular que ele desempenha de apoiar e definir o movimento harmônico. Ele o faz nos níveis de organização do inteiro trabalho". O termo é mais utilizado na música popular sendo conhecido como a voz ou parte do baixo, em música clássica.
Embora qualquer instrumento possa executar uma linha do baixo em qualquer ponto de sua extensão, geralmente ela é executada por instrumentos de tessitura grave e numa extensão aproximada de, no mínimo, uma oitava e meia abaixo do Dó médio.
Embora as linhas do baixo sejam bastante variadas, o termo se aplica principalmente a uma melodia repetida.

## Walking Bass
O walking bass (lit.: "baixo andante", em inglês) é, numa música, o acompanhamento feito pelo contrabaixo, geralmente consistindo em notas não sincopadas (isto é, emitidas sempre no pulso), que criam uma linha de contraponto que segue (e muitas vezes define) a harmonia do trecho (podendo também dela se distanciar).
A técnica do baixo andante é típica de um baixo que não para de tocar, com uma continua pulsação como se estivesse a andar pela música toda e que passeia entre as notas que cantam a melodia, como em uma progressão harmônica, freqüentemente cifrando a própria música sendo interpretada.
Esse modo de tocar surge com o jazz, no qual o contrabaixo possui, além da usual utilização harmônica, uma função ritmica muito importante.
No piano, fala-se de walking bass para se referir ao andamento da mão esquerda, usado sobretudo no boogie-woogie, no qual o baixo tocado em cada tempo é repetido uma oitava acima no contratempo.

## Instrumentos mais usados para tocar a linha do baixo
Vários conjuntos musicais podem incluir um instrumento capaz de tocar as notas mais graves. Entre os exemplos que podem ser citados se inclui: o violoncelo, num quarteto de cordas, o Baixo elétrico numa banda de rock e a tuba ou o contrabaixo nas orquestras. Os instrumentos de tecla como o piano são capazes de tocar juntos as partes do baixo e dos agudos, o que é parcialmente responsável pelo grande repertório de músicas solo compostas para este instrumento. O órgão de tubos tem a menor tessitura de todos os instrumentos mais usuais e tem um conjunto de pedais inferiores especialmente projetados para a execução das partes do baixo. A modelagem eletroacústica permite a criação de um sem número de samples. Na música eletrônica, uma linha do baixo clássica pode ser, por exemplo, executada por um sintetizador Roland TB-303.
Linhas do baixo na música popular contemporânea
"Em qualquer estilo, o papel do baixo no ritmo (ver levada ou groove, em inglês) é o mesmo: manter o tempo e delinear a tonalidade. Ao desenvolver a linha do baixo, tais fatores devem ser sempre seu objetivo.".
Na música popular moderna, a linha do baixo geralmente é tocada por um baixista. Embora as palavras 'linha do baixo' geralmente lembrem um padrão rítmico, funky, das notas (geralmente no contexto do funk, R&B outras tradições musicais semelhantes), elas podem ser bem variadas. No antigo sentido do termo, a maior parte da música na tradição do funk e do R&B ou, quanto a esse aspecto específico, muito da música rock,  têm linhas do baixo com ênfase pesada no ritmo, utilizando uma série de notas de uma tonalidade (geralmente a tonalidade em que estão os acordes) tocadas para criar tensão e acentuar o resto da música. Intérpretes altamente conceituados devido às suas linhas do baixo incluem James Jamerson e John Paul Jones. Os baixistas usualmente também incorporam a nota do baixo ou a nota do acorde raíz dos acordes da guitarra que estão sendo tocados, criando um fundamento sólido para a parte da guitarra. A maioria dos baixos tocados no rock punk, consistem em grande parte deste estilo simples, focando na melodia da guitarra ao invés de no ritmo da canção como foi popularizado por Peter Hook. Alguns baixistas do rock, como John Entwistle or Phil Lesh, desenvolveram um som agressivo,  talvez incorporando solos do baixo ao mesmo tempo que tocam o ritmo.